# نبرد آردن
تهاجم آردن یا نبرد آردن یا نبرد بولج آخرین تلاش گسترده آلمان نازی برای جلوگیری از تهاجم نیروهای متفقین به خاک این کشور در جنگ جهانی دوم است. این درگیری نظامی در منطقهٔ آردن رخ داد.
این نبرد در ابتدا با شکستن خط مقدم متفقین در غرب و تسخیر آنتورپ و قطع تدارکات همراه بود. فیلدمارشال گرت فن روندشتت از شمال لوکزامبورگ و منطقهٔ آردن به مواضع متفقین حمله کرد و تلفات سنگینی بر ارتش دوازدهم آمریکا وارد آورد. در آن روز برنارد لاو مونتگومری فرماندهٔ جبههٔ شمالی و عمر برادلی فرماندهٔ جنوب بود. هماهنگی این دو نیرو سبب شکست دشمن شد. واحد محاصره شدهٔ آمریکایی در نبرد باستون نیز در برابر حملات آلمان پایداری کرد و حمله را از سر گذرانید. با وجود برف سنگینی که باریده بود، متفقین در ۳ ژانویهٔ ۱۹۴۵ دست به ضد حمله زده و تا ۱۶ ژانویه منطقه را از دشمن پاکسازی کردند.
هدف اولیهٔ آلمان تصرف شهر اسپا بود که مرکز تدارکاتی و انبار سوخت آمریکایی‌ها و محل ذخیره میلیون‌ها لیتر سوخت آن‌ها بود. آلمان از حیث سوخت و بنزین به شدت در مضیقه قرار داشت. مقاومت جدی نیروهای آمریکایی در قسمت‌های شمالی و جنوبی از رخنه آلمان در مونشو و باستون جلوگیری و پیشروی آن را متوقف نمود.